# ألان هولدر
ألان هولدر (بالإنجليزية: Alan Holder)‏ هو لاعب كرة قدم بريطاني، ولد في 10 ديسمبر 1931 في أكسفورد في المملكة المتحدة، وتوفي في يونيو 2013 في أكسفوردشير في المملكة المتحدة. لعب مع أكسفورد يونايتد ولينكولن سيتي أف سي ونادي ترانمير روفرز لكرة القدم ونوتينغهام فورست.